# Serralada de Bastien
La Serralada de Bastien és una serralada muntanyosa de l'Antàrtida d'alçada moderada que s'estén en direcció NO-SE al llarg de 64 km, vorejant el costat SO de la glacera de Nimitz i la Serralada del Sentinella, a les Muntanyes Ellsworth.
Nomenades així pel Comité Assessor de Noms de l'Antàrtida en honor de Thomas W. Bastien, geòleg, líder l'helicòpter subvencionat per l'Expedició Geològica de la Universitat de Minnesota els anys 1963 i 1964.